# Дана, Уильям Харви
Уильям Харви «Билл» Дана (англ. William Harvey «Bill» Dana, альтернативное написание фамилии — Дэйна; 3 ноября 1930, Пасадена, штат Калифорния — 6 мая 2014) — американский лётчик-испытатель НАСА, астронавт.
Получил степень бакалавра наук в Военной академии США в 1952 году и четыре года проработал пилотом в ВВС США. Получил степень магистра наук в области авиационной техники в Университете Южной Калифорнии. Вступил в НАСА 1 октября 1958 года.
С 1965 по 1968 годы состоял в группе испытателей ракетоплана Х-15, на котором совершил 16 полётов. Из них 2 прошли на высоте свыше 50 миль, что по классификации ВВС США трактуется как космический полёт, однако НАСА официально назвало его астронавтом лишь 23 августа 2005 года.
В конце 1960-х и в 1970-х годах Дана был пилотом проекта по аэропланам с несущим корпусом, предшествовавшего шаттлам. В этом качестве он пилотировал M2-F1, HL-10, M2-F3, X-24B.
Также участвовал в испытаниях аппаратов M2-F2 и X-24A.
Последнее место службы Даны в НАСА — Лётно-исследовательский центр имени Армстронга, где он был главным инженером. Он уволился в 1998 году после 40 лет безупречной службы в НАСА.
Умер в городе Финикс, штат Аризона, 6 мая 2014 года, от болезни Паркинсона.